# Иван Рилски
Св. преподобни Йоан Рилски Чудотворец, или просто Иван Рилски, е български духовник, монах. Считан е за най-великия български светец и отшелник, небесен закрилник и покровител на българския народ, патрон и основател на най-големия ставропигиален манастир в България – Рилския, патрон на българските народни будители, още приживе наричан „земен ангел“ и „небесен жител“.

## Житие
Според житиеписците свети Йоан Рилски е роден в заможно семейство в село Скрино в Дупнишката котловина, вероятно през 876 г. Живее по времето на княз Борис I, цар Симеон Велики и цар Петър I. Най-дейните му години са при царуването на цар Петър I (927 – 969). Основният му празник в православния календар е Отчовден на 19 октомври. Във всичките 15 на брой жития, писани в различни векове на старобългарски или на църковнославянски език, и в службите в памет на светеца е употребено само монашеското му име Йоан.
Житията на св. Йоан Рилски посочват, че в неговото сърце винаги гори любовта към Бога и желанието да му се посвети изцяло. Когато е на 25 години, родителите му умират, а той раздава на бедни и болни хора своята част от наследеното и става отшелник в планината. Прогонен от първоначалното си убежище, той отива в Рила, където се установява в хралупата на вековно дърво. Според местни легенди, това става край село Добърско.
В Рила отшелникът е посещаван от пастири, извършва първото си чудо – излекуване на душевно болен – и започва да става известен в областта. При него идват все повече хора, търсещи лечение на различни болести, както и последователи, които започват да се установяват около убежището му, създавайки цял манастир, просъществувал до началото на XII век. Точното му място е несигурно, като то може да не съвпада с това на днешния Рилски манастир, за който сигурни свидетелства има едва от началото на XIV век.
Славата на св. Йоан Рилски се разнася далеч от Рила планина из пределите не само на България, но и на Европа. Българският цар Петър I изминава цялото разстояние от 450 km от столицата Велики Преслав до Рила, за да се срещне с него. Монахът обаче не пожелава да се запознае с владетеля поради смирение. Той приема плодовете, но не и златото, което държавният глава му предлага, като само му се покланя отдалеч. Това още повече увеличава славата му и към него заприиждат ученици от цяла България.
Умира на 18 август 946 г. на около 70-годишна възраст. На тази дата църквата чества неговото успение. Погребан е в притвора на църквицата в каменна гробница, запазена и до днес.
Според традицията, преди успението си преп. Йоан Рилски се оттегля в пълно уединение, но преди това съставя своето „завещание“. Този Завет той оставя на учениците си на 25 март, Благовещение, 941 г. Текстът му, запазен в преписи от XVIII и XIX век, е изпъстрен с множество библейски цитати от Стария и Новия завет. Според Иван Гошев Заветът е близък до съставения от Теодор Студит Устав на Студийския манастир в Цариград. Съвременните изследователи са разделени в оценките си за автентичността на текста, известен само от един ръчен препис от XIX век – докато някои приемат, че той може действително да е съставен от преп. Йоан Рилски, други го отнасят към значително по-късен период, най-често към XIV век, а понякога дори след XVII век.
Св. Йоан Рилски умира на 18 август 946 година.

## Святост след смъртта
След смъртта си през 946 г. св. Йоан Рилски е погребан близо до основаната от него Рилска обител, но след това мощите му са пренесени в Средец, където дълго време играят централна роля в религиозния живот на града. Пренасянето на мощите, което традиционно се отбелязва на 19 октомври, не е точно датирано, като различни изследователи го отнасят между последните години от управлението на цар Петър I (управлявал 927 – 969) и времето на император Роман IV Диоген (управлявал 1068 – 1071).
Отначало мощите на светеца са положени за кратко в епископската църква на града, а след това пренесени в дървената църква „Св. апостол и евангелист Лука“. Малко след 1150 година църквата „Св. Лука“ изгаря и мощите на светеца са пренесени в построена специално за целта нова каменна църква, изградена със средства на далматинеца Грудас. По свидетелствата на Георги Скилица, управител на града и автор на основния източник за живота на светеца, в Средец мощите му излекували византийския император Мануил I Комнин (1143 – 1180).
През 1183 г., по време на поредната унгарско-византийска война, унгарският крал Бела III превзема Средец и отнася мощите на свети Йоан Рилски в своята столица Естергом. Според преданието местният римокатолически архиепископ заявява, че не му е известно да съществува такъв светец, за което св. Йоан Рилски го наказва с онемяване или ослепяване, но след като епископът се прекланя пред мощехранителницата и иска прошка, той е излекуван. Впечатлени и обезпокоени от това чудо, през 1187 г. унгарците връщат мощите на светеца в България.
През 1195 г. цар Иван Асен I тържествено пренася мощите на св. Йоан Рилски в столицата Търново в строящата се църква Св. 40 мъченици, като изчакват довършването ѝ при връх Кръстец; сега там има параклис „Св. Йоан Рилски чудотворец“. Това събитие също се отбелязва по традиция на 19 октомври.
На 1 юли Църквата празнува връщането на мощите на свети Йоан Рилски от Търново в Рилския манастир, като пренасянето им през 1469 година, след специално разрешение от османския султан Мехмед II, получено с ходатайството на Мара Бранкович, е подробно описано от Владислав Граматик. И днес всеки вярващ може да целуне ръката на св. Йоан Рилски, чиито нетленни мощи се намират в специална ракла пред иконостаса в главната църква на манастира.
На 29 и 30 юли 2009 г. на заседание на Светия синод, великотърновският митрополит Григорий измоли частица от мощите на свети Йоан Рилски да бъдат предадени на старопрестолния град Велико Търново. Светите мощи са предадени лично от патриарх Максим и игумена на Рилски манастир – епископ Евлогий. Мощите на свети Йоан Рилски са посрещнати изключително тържествено с военни почести от множество вярващи християни в града.

## Култ към светеца
- В Рилския манастир и в Рилския регион през IX – X век и по-късно из цялата страна.
- Средец през X век при пренасяне мощите на светеца. С прекъсване от 1183 до 1187 те остават до 1185 г.
- Търново в периода от 1185 до 1469 г., където те са неразделна част от общия култ към търновски кръг светци (св. Йоан Рилски, св. Петка Търновска, св. Иларион Мъгленски, св. Михаил Воин).
- След 1469 г. център на култа към светеца отново става Рилският манастир.
- В Унгария през XII век по време на престоя на мощите в град Естергом 1183 – 1187 г. култът се разширява в пределите на унгарското кралство.
- В Сърбия (XIV – XVII) – най-ранните доказателства за проникването на култа в сръбските земи са сръбските стишни пролози от XIV и XV в., свидетелстващи за разпространението на почитта към св. Йоан Рилски и другите трима търновски светци из цялата територия на Сърбия (манастирите Дечани, Николяц, Печка патриаршия, Плевле и други
- На Атон (XIV – XVII в.) – през втората половина на XIV век в състава на Стишния пролог в търновския му превод проложните жития на св. Йоан Рилски и на останалите търновски светци навлизат в книжовната традиция на атонските манастирски средища. Света гора е един от пътищата, по които преписите на житията попадат на руска почва.

- В Молдо-влахийското княжество (XV – XVIII) – първите молдо-влахийски преписи на Търновското проложно житие на св. Йоан Рилски са свързани с дейността на най-големите манастирски центрове Нямц, Драгомирна, Путна.
- В Русия (XV – XVIII в.) – най-ранните руски преписи на Търновското проложно житие на св. Йоан Рилски са от средата на XV век и влизат в съставите на стишните пролози в скрипториите на най-значителните манастирски комплекси около Москва: Троице-Сергиева Лавра, Йосифо-Волоколамски манастир, Кирило-Белозерски манастир и в Новгородско-Псковската книжовна традиция.[23]
- В Гърция – почитта към Рилския пустинножител започва през XIX век. В 1819 г. той е включен в сборник с жития на светци (синаксар), съставен от св. Никодим Светогорец. През 1895 г. е включен във Великия синаксарий на Константин Дукакис; също и във Великия синаксарий на Виктор Матеус през 1950 г., а в наши дни – в сборник на архимандрит Николай Протопапас.[24] Десницата на Св. Йоан се пази в манастира „Света Богародица“ на остров Тинос.

## Признателност
Днес името на свети Йоан Рилски носят много учебни заведения в България:
- Софийска духовна семинария „Св. Йоан Рилски“[25]
- Минно-геоложки университет „Св. Йоан Рилски“ в София
- Кв. „Св. Иван Рилски“ във Варна
- Улица в квартал „Крива река“ в София (Карта)
- Основно училище „Св. Иван Рилски“ в град Перник
- Основно училище „Св. Иван Рилски“ в град Хасково
- 54 СУ „Свети Иван Рилски“ в град София
- ОУ „Иван Рилски“ в гр. Варна
- Рид Св. Иван Рилски на остров Ливингстън, Антарктика

През 1995 г. по инициатива на Българския лекарски съюз денят на св. Йоан Рилски – 19 октомври става и ден на българския лекар. Денят се чества също като празникът на миньорите и на Софийската духовна семинария.

## Галерия
- Стенопис на Свети Йоан Рилски в Рилския манастир
- Основаният от Свети Йоан Рилски днешен най-голям български манастир
- Църквата Свети Йоан Рилски, Минск, Беларус
- Пещерата на Свети Йоан Рилски край Рилския манастир
- Икона на Свети Йоан Рилски
- Стенопис на свети Йоан Рилски в Рилския манастир
- Икона на Свети Йоан Рилски с житийни сцени
- Минен иконостас на Св. Иван Рилски, Музей на минното дело, Перник